# علياء شكري
علياء شكري (1937م - 5 أبريل 2023م) باحثة ومترجمة وأكاديمية مصرية، وأول أستاذة عربية تحصل على درجة الدكتوراه من أوروبا في مجال الفولكلور والأنثروبولوجيا. حصلت على جائزة الدولة التقديرية عام 2016م.

## التعليم
- حاصلة على الدكتواره في الفلسفة (تخصص علم الفولكلور) من جامعة بون بألمانيا الغربية عام 1968م. وكان موضوع رسالتها «الثبات والتغير في عادات الموت في مصر منذ العصر المملوكي حتى العصر الحاضر».
- حاصلة على درجة الليسانس في الآداب، تخصص علم الاجتماع في كلية الآداب، جامعة القاهرة عام 1961م.[4]

## العمل
- عميد كلية البنات جامعة عين شمس بالتزامن مع عمادة المعهد العالي للفنون الشعبية، أكاديمية الفنون من عام 1995م حتى عام 1997م.
- عميد المعهد العالي للفنون الشعبية بأكاديمية الفنون من عام 1988 حتى عام 1997م.
- رئيس قسم الاجتماع بكلية البنات جامعة عين شمس من عام 1981 حتى عام 1987م.
- تدرجت في العمل في جامعة عين شمس من معيد (1962 – 1968)، إلى مدرس (1968 – 1973)، إلى أستاذ مساعد (1973 – 1978)، فأستاذ (1978).[2]

## المؤلفات
| الكتاب                                                                  | التاريخ | المصدر |
| ----------------------------------------------------------------------- | ------- | ------ |
| قراءات معاصرة في علم الإجتماع (بالاشتراك)                               | 1972    |        |
| دراسات في علم الاجتماع الريفي والحضري (بالاشتراك)                       | 1975    |        |
| دراسات في علم الاجتماع العائلي (بالاشتراك)                              | 1989    |        |
| دراسات في علم الاجتماع الاقتصادي والتنمية الاجتماعية (بالاشتراك)        | 1989    |        |
| الأسرة والطفولة: دراسات اجتماعية وأنثروبولوجية (بالاشتراك)              | 1994    |        |
| الصحة والبيئة (بالاشتراك)                                               | 2001    |        |
| بحوث في الأنثروبولوجيا العربية، مهداه إلى أ.د. أحمد أبو زيد (بالاشتراك) | 2002    |        |
| مقدمة في الانثروبولوجيا الاجتماعية (بالاشتراك)                          | 2002    |        |
| دراسات مصرية في علم الاجتماع، مهداه الى روح أ.د.حسن الساعاتي            | 2002    |        |
| البيئة والمجتمع دراسات اجتماعية وأنثروبولوجية لقضايا البيئة والمجتمع    | 2002    |        |
| دراسات في علم الاجتماع، مهداة الي روح أ.د. مصطفي الخشاب (بالاشتراك )    | 2003    |        |
| الصحة والمرض وجهة نظر علم الاجتماع والانثروبولوجيا (بالاشتراك)          | 2004    |        |
| الطفل والتنشئة الاجتماعية (بالاشتراك)                                   | 2005    |        |
| المرأة والمجتمع، وجهة نظر علم الاجتماع (بالاشتراك)                      | 2012    |        |
| المرأة في الريف والحضر، دراسة لحياتها في العمل والأسرة (بالاشتراك)      | 2012    |        |
| علم اجتماع المرأة (بالاشتراك)                                           | 2015    |        |
| علم الاجتماع والمشكلات الاجتماعية (بالاشتراك)                           | 2015    |        |
| قضايا المرأة بين التراث والواقع: تقارير بحث التراث والتغير الاجتماعي    | 2017    |        |
| مجالات الرعاية الاجتماعية، قضايا نظرية وبحوث ميدانية (بالاشتراك)        | 2018    | [ 2 ]  |

## الترجمات
| الكتاب                                | المؤلف           | التاريخ |
| ------------------------------------- | ---------------- | ------- |
| الصفوة والمجتمع ( بالاشتراك)          | توماس بوتومور    | 1978    |
| تمهيد في علم الاجتماع (بالاشتراك)     | توماس بوتومور    | 1978    |
| مقدمة في علم الاجتماع (بالاشتراك)     | توماس بوتومور    | 1979    |
| علم الاجتماع                          | جونسون           |         |
| الطبقات في المجتمع الحديث (بالاشتراك) | توماس بوتومور    | 1981    |
| دراسة علم الاجتماع (بالاشتراك)        |                  | 1981    |
| التغير الاجتماعي (بالاشتراك)          |                  | 1982    |
| موسوعة علم الانسان (بالاشتراك)        | شارلوت سيمورسميث | 1998    |

## الجوائز
- جائزة الدولة التقديرية في العلوم الاجتماعية عام 2006م.[5]